# Roncesvalles (Toronto)
Roncesvalles Ave. – dzielnica kanadyjskiego miasta Toronto, będąca jedną z dzielnic mniejszości narodowych, zamieszkana głównie przez Polonię. W Toronto mieszka ok. 170 tysięcy osób pochodzenia polskiego.
Dzielnica znajduje się w pobliżu High Park. Oferuje polskie dania i wyroby kulinarne, funkcjonują polskie księgarnie, biura podróży, a w lokalnym kinie jest organizowany Festiwal Filmów Polskich.